# ケファリニア県

ケファリニア県
Περιφερειακή ενότητα Κεφαλληνίας測地系: 北緯38度15分 東経20度30分 / 北緯38.250度 東経20.500度座標: 北緯38度15分 東経20度30分 / 北緯38.250度 東経20.500度

ケファリニア県（ケファリニアけん、Κεφαλληνία / Kefallinia）は、ギリシャ共和国のイオニア諸島地方を構成する行政区（ペリフェリアキ・エノティタ）のひとつ。県都はアルゴストリ。ケファロニア島（ケファリニア島）を中心とするケファロニア市1市のみからなる。

## 歴史
イオニア諸島は1864年にギリシャ王国の領域に組み込まれた。このとき、ケファリニア県（Νομός Κεφαλληνίας）が設置されている。イタキ島を管轄下に置くことから、ケファロニア＝イタキ県（Νομός Κεφαλονιάς και Ιθάκης）とも呼ばれる。
カリクラティス改革（2011年1月施行）以前の自治体（ノモス）としてのケファリニア県（Νομός Κεφαλληνίας）には、ケファロニア島・イタカ島などが属しており、8ディモス・1キノティタを管轄していた。2005年時点で、人口は42,088人、行政面積は904km2で、人口密度は51.2人/km2であった。
改革にともない、ケファロニア島の基礎自治体はすべて合併し、全島を市域とするケファロニア市が発足した。イタカ島はイタカ県として分離した。

## 行政区画

### 市（ディモス）
カリクラティス改革（2011年1月施行）以後のケファリニア県（Νομός Κεφαλληνίας）は、ケファロニア市（Δήμος Κεφαλονιάς）1市からなる。
- ケファリニア県/市(1)とイタカ県/市(2)（2011年から）
- 旧ケファリニア県の旧自治体（2010年まで）

### 旧自治体（ディモティキ・エノティタ）
カリクラティス改革（2011年1月施行）以前の広域自治体（ノモス）としてのケファリニア県（Νομός Κεφαλληνίας）は、以下の基礎自治体（ディモスとキノティタ）から構成されていた。改革後、旧自治体は新自治体（ディモス）を構成する行政区（ディモティキ・エノティタ）となっている。
下表の番号は上図と対応している。「旧自治体」欄で※印を付したものはキノティタ、それ以外はディモス。「政庁所在地」欄で太字になっているものは、新自治体の政庁所在地となったものを示す。
|   | 旧自治体           | 綴り           | 政庁所在地       | 新自治体           |
| - | ------------------ | -------------- | ---------------- | ------------------ |
| 1 | アルゴストリ       | Αργοστόλι      | アルゴストリ     | ケファロニア       |
| 2 | エリオス＝プロンニ | Ελειός-Πρόννοι | パストラ         | ケファロニア       |
| 3 | エリソス           | Έρισος         | ヴァシリキアデス | ケファロニア       |
| 4 | イタキ             | Ιθάκη          | イタキ           | イタキ（イタキ県） |
| 5 | リヴァトス         | Λειβαθός       | ケラミエス       | ケファロニア       |
| 6 | パリキ             | Παλική         | リクスリ         | ケファロニア       |
| 7 | ピラロス           | Πύλαρος        | アヤ・エフィミア | ケファロニア       |
| 8 | サミ               | Σάμη           | サモトラキ       | ケファロニア       |
| 9 | オマラ ※           | Ομαλά          | ヴァルサマタ     | ケファロニア       |

### 郡（エパルヒア）
県には、以下の郡（エパルヒア）があったが、2006年以降法的な位置づけは行われていない。
| 郡名          | 綴り    | 中心地        |
| ------------- | ------- | ------------- |
| クラニ郡 (en) | Κραναία | アルゴストリ  |
| パリ郡        | Πάλη    | リクスリ (en) |
| サミ郡        | Σάμη    | サミ          |